# Блэйр, Энди
Энди Блейр (англ. Andrew Blair род. 18 декабря 1959, Керколди, Файф) — шотландский футболист, полузащитник, наиболее известный своими выступлениями за «Астон Вилла», с которым он выиграл Кубок европейских чемпионов в 1982 году. Также играл за такие клубы, как «Ковентри Сити», «Шеффилд Уэнсдей», «Вулверхэмптон Уондерерс» и другие. После завершения карьеры работал скаутом и занимался бизнесом.

## Биография
Энди Блейр родился 18 декабря 1959 года в Керколди, Шотландия, но вырос в Бедворте, Уорикшир, где учился в школе Николас Чемберлейн. Свою профессиональную карьеру он начал в 1978 году в клубе «Ковентри Сити», где провёл три сезона, сыграв 93 матча и забив 6 голов. В 1981 году он перешёл в «Астон Вилла», где стал частью команды, выигравшей Кубок европейских чемпионов в 1982 году, хотя в финале он был запасным.
В 1983 году Блейр был отдан в аренду в «Вулверхэмптон Уондерерс», а в 1984 году перешёл в «Шеффилд Уэнсдей», где отметился уникальным достижением, забив три пенальти в матче Кубка лиги против «Лутон Таун». В 1986 году он вернулся в «Астон Виллу», но уже не смог закрепиться в основном составе. Завершил профессиональную карьеру в 1989 году в клубе «Нортгемптон Таун».

## Международная карьера
Блейр выступал за молодёжную сборную Шотландии, сыграв 5 матчей и забив 2 гола в период с 1980 по 1982 год.

## После завершения карьеры
После завершения игровой карьеры Блейр занялся бизнесом, открыв сеть магазинов спортивной одежды в Ковентри. В 2007 году его бизнес был продан компании Sporting Success Limited. С 2000-х годов он работает скаутом в «Сток Сити» и комментирует матчи «Астон Виллы» на местном радио.